# Округ Кершо (Јужна Каролина)
Округ Кершо (енгл. Kershaw County) је округ у америчкој савезној држави Јужна Каролина. По попису из 2010. године број становника је 61.697.

## Демографија
Према попису становништва из 2010. у округу је живело 61.697 становника, што је 9.050 (17,2%) становника више него 2000. године.
| Група             | 2000.          | 2010.          |
| Белци             | 37.226 (70,7%) | 43.009 (69,7%) |
| Афроамериканци    | 13.840 (26,3%) | 15.188 (24,6%) |
| Азијати           | 164 (0,3%)     | 302 (0,5%)     |
| Хиспаноамериканци | 886 (1,7%)     | 2.298 (3,7%)   |
| Укупно            | 52.647         | 61.697         |